# Петар Кранчевић
Петар Кранчевић (Панчево, 1869 — Сремска Митровица, 1919) био је један од значајних музичких посленика међу Србима у 19. веку. Кранчевић се посебно истакао у области хорског музичког стваралаштва.

## Историјат
Петар Кранчевић је рођен у угледној трговачкој породици у Панчеву. Од младости се припремао и школовао да наследи и води трговачки посао уз оца. После завршена два разреда реалне гимназије у Панчеву 1884. године је отишао у Грац да студира на трговачкој академији.
За музику га је заинтересовао стриц Драгомир Кранчевић, један од првих српских виртуоза на виолини и концертни мајстор у будимпештанској опери. Љубав према музици је временом све више расла, тако да је Петар за време студирања почео да узима и приватне часове певања. Музички је свакако био надарен о чему сведочи и позив да пева у опери у Фрајбургу у Немачкој. Млади Кранчевић је одбио ову понуду и вратио се у Панчево где му је отац отворио галантеријску радњу.
Музика му је временом постала све значајнија, па се све мање се занимао за трговачке послове, те је убрзо напустио посао трговца и у потпуности се посветио музици. Године 1904. долази у Сремску Митровицу, где су настале његове најбоље композиције на подручју хорске музике. Био је изабран за хоровођу Српског црквеног певачког друштва, једног од најстаријих у Срему, основаног 1865. године. Под руководством Петра Кранчевића певачко друштво је освојило неколико значајних награда које су имале огроман значај за даљу музичку афирмацију самог диригента, хориста, па и за музичку културу читавог Срема.
Поред тога што је био хоровођа, диригент и композитор, Кранчевић се бавио и педагошким радом. Неко време, ђацима Митровачке Гимназије је предавао теорију певања и хорско певање, док је децу имућнијих митровчана подучавао свирању клавира.
У току своје петнаестогодишње активности у Митровици написао је своје најпознатије композиције, од којих је већина нестала у вихору рата. Умро је 26. фебруара 1919. године. Иза себе је оставио значајну заоставштину.
Музичка школа у Сремској Митровици носи име „Петар Кранчевић“.